# Лисенко Іван Петрович
Іван Петрович Лисенко (16 липня 1918, село Безпечна, тепер Сквирського району Київської області — 5 жовтня 1986, місто Київ) — український радянський діяч, голова Київського облвиконкому. Депутат Верховної Ради СРСР 8—9-го скликань. Депутат Верховної Ради УРСР 6—7-го і 10-го скликань. Заступник голови Верховної Ради УРСР 10-го скликання (у 1981—1985 роках). Член ЦК КПУ в 1971—1986 р.

## Біографія
Народився в родині селянина-бідняка. Закінчив Шамраївську фабрично-заводську семирічну школу і у 1934 році робітничий факультет при Білоцерківському сільськогосподарському інституті.
У 1938 році закінчив Білоцерківський сільськогосподарський інститут.
У 1938—1939 роках — старший зоотехнік Меркенського цукрокомбінату в Казахській РСР.
У 1939—1946 роках — у Червоній армії. Службу розпочав у 1939 році курсантом школи молодших командирів артилерійсько-інструментальної розвідки біля міста Луга Ленінградської області. Після закінчення школи був направлений у 49-й корпусний артилерійський полк спочатку командиром відділення, а потім помічником командира взводу, у складі якого з перших днів німецько-радянської війни брав участь у боях на Західному фронті.
Після поранення в серпні 1941 року і лікування в евакуаційному госпіталі № 1388 міста Іваново, у квітні 1942 року був призначений старшиною роти 425-го окремого кулеметно-артилерійського батальйону 162-го Свірського укріпленого району 7-ої армії Карельського фронту.
Член ВКП(б) з 1943 року.
Після закінчення війни з Німеччиною у червні 1945 року був відправлений на 1-й Далекосхідний фронт. У березні 1946 року був демобілізований.
У 1946—1949 роках — головний зоотехнік Сквирського районного земельного відділу Київської області; директор інкубаторно-птахівничої станції Таращанського району Київської області.
У 1949—1950 роках — завідувач Таращанського районного земельного відділу Київської області.
У 1950—1954 роках — секретар Таращанського районного комітету КПУ Київської області.
У 1954—1956 роках — голова виконавчого комітету Таращанської районної ради депутатів трудящих Київської області.
У 1956—1957 роках — завідувач сільськогосподарського відділу Київського обласного комітету КПУ.
21 березня 1957 — січень 1963 року — 1-й заступник голови виконавчого комітету Київської обласної ради депутатів трудящих.
У січні 1963 — грудні 1964 року — голова виконавчого комітету Київської сільської обласної ради депутатів трудящих.
У грудні 1964 — березні 1967 року — 1-й заступник голови виконавчого комітету Київської обласної ради депутатів трудящих.
У березні 1967 — 25 грудня 1984 року — голова виконавчого комітету Київської обласної ради депутатів трудящих.
Потім — персональний пенсіонер союзного значення у Києві. Похований на Байковому цвинтарі.

## Нагороди
- два ордени Леніна (27.08.1971, 15.12?.1972)
- п'ять орденів Трудового Червоного Прапора (26.02.1958, 30.04.1966, 19.07.1968, 8.12.1973, 22.12.1977)
- орден Вітчизняної війни 1-го ст. (6.04.1985)
- орден Вітчизняної війни 2-го ст. (12.08.1944)
- почесна грамота Президії Верховної Ради Української РСР (14.07.1978)
- медаль «За відвагу»
- медалі